# Beeban Kidron

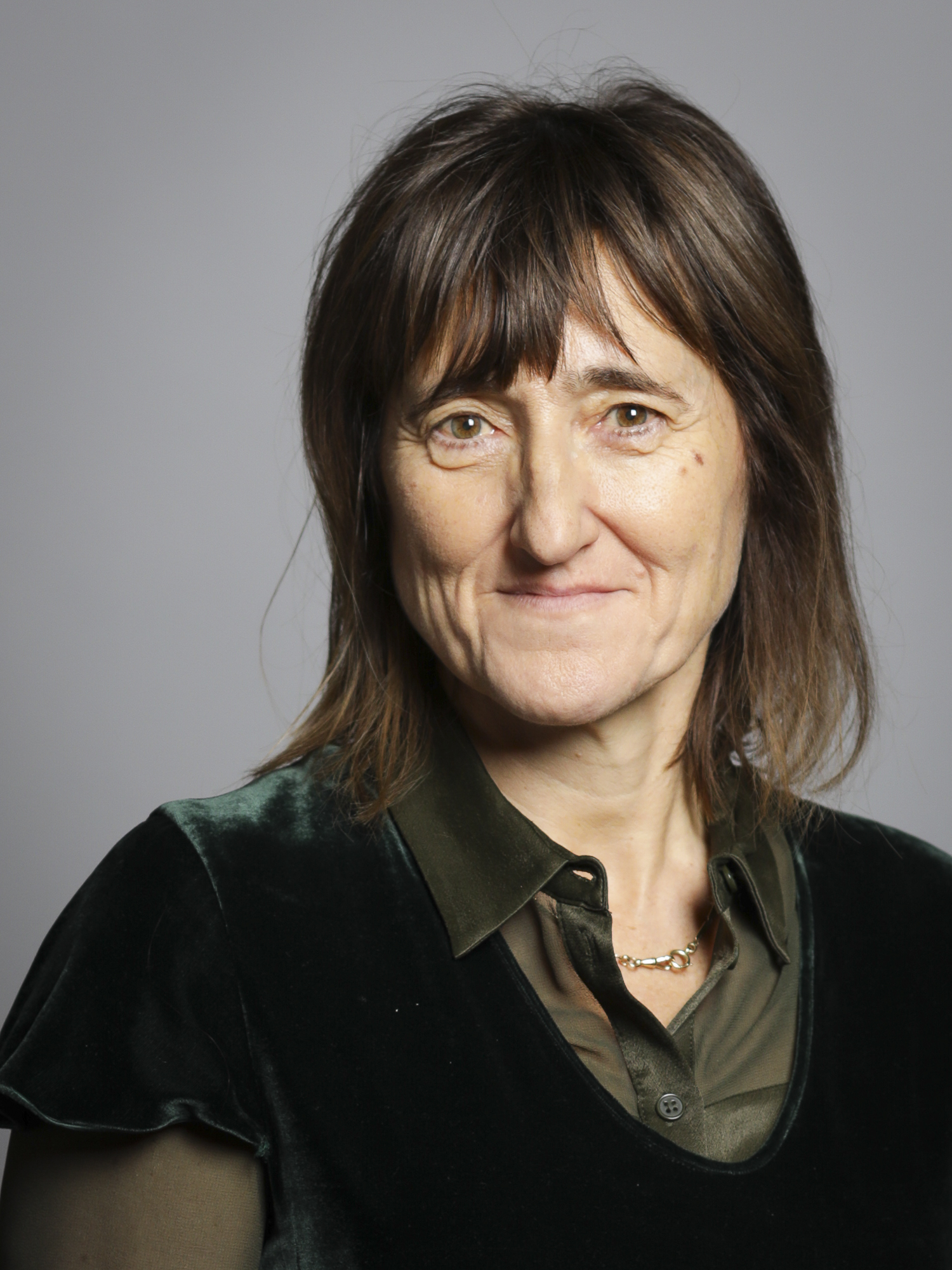
Beeban Kidron

Beeban Tania Kidron, Baroness Kidron OBE (* 2. Mai 1961 in London) ist eine britische Filmregisseurin und Filmproduzentin, die 2012 als Life Peeress in den Adelsstand erhoben wurde und damit dem House of Lords als Mitglied angehört.

## Leben
Beeban Kidron wurde in Nord London geboren und ist die Tochter des marxistischen Wirtschaftswissenschaftlers Michael Kidron, der an der University of Hull lehrte und dessen Frau Nina. Michaels Familie waren südafrikanische Juden, die nach Israel einwanderten. Michael verließ Israel, um die Universität Oxford zu besuchen, wo er Marxist wurde.
1981 machte sie ein Studium im Fach Filmkamera an der renommierten National Film and Television School (NFTS), wo sie zuletzt zwischen 1983 und 1984 Regie studierte. 1983 drehte sie an der NFTS gemeinsam mit Amanda Richardson mit Carry Greenham Home ihren ersten Film.
Kidron und ihr ehemaliger Partner Spencer Style haben zwei gemeinsame Kinder, Sohn Noah (geb. 1994) und Tochter Blaze (geb. 1997). Sie heiratete den Dramatiker Lee Hall im Jahr 2003.

## Karriere
Einen ersten größeren Erfolg hatte sie 1989 mit der Miniserie Oranges Are Not the Only Fruit nach dem gleichnamigen lesbischen Roman von Jeanette Winterson. Für diesen Film gewann sie zusammen mit Jeanette Winterson und Phillippa Giles 1991 den British Academy Film Award (BAFTA Film Award) für die beste Serie, den Silver FIFA beim Internationalen Festival für audiovisuelle Programme in Biarritz sowie den Publikumspreis beim International Lesbian & Gay Film Festival in San Francisco.
In der Folgezeit entstanden weitere bekannte Filme wie Die Herbstzeitlosen (1992), Wunderbare Augenblicke der Luftfahrt (1993), To Wong Foo, ein Film mit homosexuellem Inhalt, der sich insbesondere mit der Transgender-Thematik befasst, Amy Foster – Im Meer der Gefühle (1997) sowie Bridget Jones – Am Rande des Wahnsinns (2004). Neben der Regiearbeit wirkt sie auch als Filmproduzentin und Autorin von Drehbüchern.
Für den 2002 entstandenen Fernsehfilm Murder war sie zusammen mit Rebecca De Souza und Abi Morgan 2003 erneut für einen BAFTA Film Award nominiert.
Am 25. Juni 2012 wurde Beeban Kidron als Life Peeress mit dem Titel Baroness Kidron, of Angel in the London Borough of Islington, in den Adelsstand erhoben und gehört damit als Mitglied dem House of Lords an. Baroness Kidron gehört zur Gruppe der sogenannten Crossbencher, den parteilosen Mitgliedern des Oberhauses.

## Filmclub
2008 gründete sie zusammen mit Lindsay Mackie die Wohltätigkeitsorganisation Filmclub, die zu einem der größten und einflussreichsten Hilfsvereine für Schüler und Schulen in Großbritannien wurde, und allwöchentlich von über 150.000 Kindern und Jugendlichen besucht wird. Der „Filmclub“, der in zahlreichen Schulen Großbritanniens besteht, zeigt seinen jungen Mitgliedern internationale Filme und möchte inspirierend und unterhaltend wirken und zugleich Alphabetisierung, soziales Verhalten und kulturelles Bewusstsein stärken. Filmclubmitglieder bekommen die Möglichkeit, die gezeigten Filme in den Schulen zu diskutieren und professionelle Filmemacher zu treffen.
Kidron wurde 2010 für ihren Beitrag zur Bildung mit dem Ehrendoktor der Kingston University ausgezeichnet. 2008 wurde sie Vorstandsmitglied des UK Film Council mit dem Auftrag, Filmausbildung zu leisten.
Im Jahr 2013 fusionierte der Filmclub mit der Wohltätigkeitsorganisation First Light, um Into Film zu gründen. Into Film unterhält nicht nur Filmclubs in Schulen, sondern veranstaltet auch ein Jugendfilmfestival und Jugendfilmpreise.

## Filmografie
- 1983: Carry Greenham Home
- 1989: Oranges Are Not the Only Fruit (Miniserie)
- 1990: Vroom
- 1990: Screenplay (Fernsehserie, Folge „Antonia and Jane“)
- 1991: 4 Play (Fernsehserie, Folge „’Itch“)
- 1992: Die Herbstzeitlosen
- 1993: Wunderbare Augenblicke der Luftfahrt (Fernsehfilm)
- 1993: Hookers Hustlers Pimps and Their Johns (Dokumentarfilm)
- 1995: To Wong Foo
- 1996: Omnibus (Fernsehdokuserie)
- 1997: Amy Foster – Im Meer der Gefühle
- 1998: Texarkana (Fernsehfilm)
- 2000: Cinderella (Fernsehfilm)
- 2002: Murder (Fernsehfilm)
- 2004: Bridget Jones – Am Rande des Wahnsinns
- 2007: Antony Gormley: Making Space (Fernsehdokumentation)
- 2010: Hippie Hippie Shake
- 2011: Storyville: Sex, Death and the Gods (Fernsehdokumentation)
- 2017: Victoria & Abdul

## Auszeichnungen
- 1990: Publikumspreis beim International Lesbian & Gay Film Festival (San Francisco)
- 1991: BAFTA Film Award
- 1991: Silver FIFA beim Internationalen Festival für audiovisuelle Programme (Biarritz)